# Katrin Westling Palm
Katrin Elisabeth Westling Palm, född 14 april 1962 i Grundsunda församling, Västernorrlands län, är en svensk ämbetsman. Hon är sedan 1 november 2017 generaldirektör för Skatteverket.
Westling Palm har haft olika befattningar på Skatteverket sedan 1997 och bland annat varit överdirektör 2005-2009. Hon var generaldirektör på Pensionsmyndigheten från 2010 då myndigheten inrättades och till 2017. Hennes uppgift på Pensionsmyndigheten var att hantera sammanslagningen av Premiepensionsmyndigheten och den del av Försäkringskassan som sysslade med pensioner. Westling Palm har även varit ledamot i flera rådgivande organ, till exempel Rådet för digitalisering, Ekonomistyrningsverkets insynsråd samt ordförande i myndigheternas e-samverkansprogram.